# Archie (radioprogramma)
Archie was een Nederlands radioprogramma dat als doelgroep jongeren had. Het werd op de VPRO uitgezonden van 1989 tot 1991 en geproduceerd door Peter Flik en Marylou Busch. Het had, naast de wekelijkse uitzending (gepresenteerd door Annet Niterink) van een uur ook een BBS met een aantal telefoonlijnen waarop mensen met hun computer konden inbellen.
In dit BBS waren zogenaamde pagina's die door de bellers beheerd en gemaakt konden worden, een soort homepages avant la lettre. Ook waren er prikborden (fora), kon men privé-berichten naar elkaar sturen en was er de mogelijkheid om met meerdere mensen tegelijk te chatten.
In eerste instantie was Max Sipkes de Sysop, later werd dit overgenomen door Sander van Hoorn.
Het radioprogramma ging over diverse onderwerpen. In het begin was er een column van Henk Kegel, een man die in Frankrijk in een zelf uitgehouwen grot woonde. Later waren er ook columns van Herbert Blankesteijn.
Uiteindelijk ging het BBS ten onder na een aantal hacks.